# Humberto del Pino
Humberto del Pino Pereira (Concepción, 20 de noviembre de 1895-Santiago, 21 de marzo de 1967) fue un abogado, agricultor y político chileno, miembro del Partido Agrario Laborista (PAL). Se desempeñó como parlamentario en la década de 1940, así como embajador de Chile ante Cuba, durante el segundo gobierno del presidente Carlos Ibáñez del Campo.

## Familia y estudios
Nació en Concepción (Chile), el 20 de noviembre de 1895; hijo de Belisario del Pino Aguayo y Doraliza Pereira de la Jara. Realizó sus estudios primarios en el Liceo de Concepción y luego cursó los superiores en la carrera de leyes en la Universidad de la misma ciudad, siendo presidente del Centro de Derecho; desarrollando una intensa labor educacional.
Sin embargo no ejerció su profesión y se ocupó de actividades agrícolas, explotando el fundo "Huichahue" en Cautín, dedicado especialmente a la producción de trigo y crianza de ganado. Paralelamente fue profesor de los cursos nocturnos para obreros.
Se casó con Aída Sandoval Muñoz, con quien tuvo tres hijos.

## Carrera política
Militante del Partido Agrario; al fundarse el Partido Agrario Laborista (PAL), pasó a formar parte de él, llegando a ser presidente de la colectividad.
En las elecciones parlamentarias de 1937, fue elegido como diputado por la Decimoctava Agrupación Departamental (correspondiente a los departamentos de Arauco, Lebu y Cañete), por el periodo legislativo 1937-1941. Durante su gestión integró la Comisión Permanente de Relaciones Exteriores y fue diputado reemplazante en la Comisión Permanente del Trabajo y Legislación Social.
A continuación, en las elecciones parlamentarias de 1941, fue elegido como senador por la Octava Agrupación Provincial (Bío-Bío, Malleco y Cautín), por el periodo 1941-1949. En esa oportunidad integró la Comisión Permanente de Agricultura y Colonización, de la que fue su presidente, en la segunda parte de su labor senatorial.
Durante el segundo gobierno del presidente Carlos Ibáñez del Campo, fue nombrado como embajador de Chile en Cuba, ejerciendo el cargo entre 1953 y 1955; y en Haití y República Dominicana.
Entre otras actividades, fue miembro de la Sociedad de Estudiantes Pobres, de los clubes deportivos regionales, de la Sociedad de Fomento Agrícola de Temuco, y del Club Social de la misma ciudad.
Falleció en Santiago de Chile, el 21 de marzo de 1967.